# Martin Jørgensen
Martin Jørgensen (* 6. Oktober 1975 in Ørsted) ist ein ehemaliger dänischer Fußballspieler. Er spielte im Mittelfeld auf der linken Außenbahn.

## Verein
Er spielte in der höchsten italienischen Spielklasse seit der Saison 1997/98, als er von Aarhus GF zu Udinese Calcio wechselte. Diesem Verein hielt er bis zur Saison 2004/05 die Treue, bis er zu AC Florenz wechselte. Hier zeichnete er sich durch ähnlich gute Leistungen aus wie zuvor bei Udinese Calcio. Im Februar 2010 wechselte er zurück zu seinem Stammverein Aarhus GF, nachdem er in Florenz nur noch zu wenigen Einsätzen kam und so seine WM-Teilnahme gefährdet sah. Mit Aarhus stieg er allerdings zum Saisonende ab, konnte mit dem Klub in der nachfolgenden Saison 2010/11 als souveräner Tabellenführer aber wieder aufsteigen.
Am 11. November 2014 erklärte Jørgensen seinen Rücktritt zum Ende des Jahres 2014.

## Nationalmannschaft
Martin Jørgensen machte 52 Länderspiele für die Jugendnationalmannschaften Dänemarks (2× U16, 11× U17, 10× U19 und 31× U-21)
Sein erstes A-Länderspiel für Dänemark machte er am 25. März 1998 in Glasgow, beim 1:0-Sieg der Skandinavier gegen Schottland. Er wurde im Spiel, in der 76. Minute für Peter Møller eingewechselt. Ein paar Monate später nahm er mit der Nationalmannschaft an der Fußball-Weltmeisterschaft 1998 in Frankreich teil, wo man erst im Viertelfinale am späteren Vize-Weltmeister Brasilien scheiterte. Jørgensen kam in allen Partien zum Einsatz und erzielte in jener Partie gegen Brasilien das 1:0. Zwei Jahre später nahm er auch an der Fußball-Europameisterschaft 2000 in den Niederlanden und Belgien teil. Dort musste man schon nach der Vorrunde die Heimreise antreten. Wiederum zwei Jahre später nahm man an der Fußball-Weltmeisterschaft 2002 in Südkorea und Japan teil, wo man sich bis ins Achtelfinale vorkämpfte. Bei der Fußball-Europameisterschaft 2004 in Portugal stieß man bis ins Viertelfinale vor. Für die Fußball-Weltmeisterschaft 2006 in Deutschland und für die Fußball-Europameisterschaft 2008 in Österreich und in der Schweiz konnte sich Jørgensen mit den Dänen nicht qualifizieren. Aber 2010 nahm er dann an der Fußball-Weltmeisterschaft 2010 in Südafrika teil, wo man allerdings nach der Gruppenphase ausschied. Das letzte Gruppenspiel, die 1:3-Niederlage gegen Japan, war sein 99. und letztes Länderspiel, in dem er schon nach 34 Minuten ausgewechselt wurde. Einen Tag später trat er aus der Nationalmannschaft zurück. Am 29. Oktober 2010 gab er bekannt, dass er für das Länderspiel am 17. November gegen Tschechien in die Nationalmannschaft zurückkehren werde.  Am 8. November 2010 wurde er für jenes Länderspiel nominiert. Am 17. November 2010 kam Jørgensen auch zum Einsatz, wurde aber schon in der 29. Minute für Daniel Jensen ausgewechselt. Das Spiel endete 0:0. Es war sein 100. Länderspiel. Mit 11 Einsätzen bei Weltmeisterschaften ist er dänischer WM-Rekordspieler.

## Erfolge
- Dänischer Pokalsieger: 1995/96
- UEFA-Intertoto-Cup-Sieger : 2000